# Oscar Linnér
Oscar Carl Linnér (ur. 23 lutego 1997 w Danderyd) – szwedzki piłkarz występujący na pozycji bramkarza w KTP. Jednokrotny reprezentant Szwecji. Wychowanek FC Djursholm, w trakcie swojej kariery grał także w takich zespołach, jak AIK Fotboll, Arminia Bielefeld, Brescia, GIF Sundsvall, Aalborg BK, IF Brommapojkarna oraz Vendsyssel FF.